# Pericoma solitaria
Pericoma solitaria és una espècie d'insecte dípter pertanyent a la família dels psicòdids que es troba a Europa: l'illa de Sardenya.